# Mas Parés
El Mas Parés és una masia del municipi de Brunyola i Sant Martí Sapresa (Selva) inclosa en l'Inventari del Patrimoni Arquitectònic de Catalunya.

## Descripció
El Mas Parés es tracta d'una masia de planta rectangular i de dimensions considerables, que consta de planta baixa i dos pisos superiors i que està coberta amb una teulada a dues aigües de vessants a laterals.
La planta baixa consta de set obertures, a destacar especialment el gran portal, d'accés, d'arc mig punt, equipat amb unes robustes i poderoses dovelles molt ben treballades i escairades. A part del portal adovellat, cal destacar dos portals secundaris, com són: per una banda, el portal en forma de gran arc conopial. Mentre que per l'altra, el portal quadrangular amb una potent llinda monolítica i muntants de pedra ben desbastats.
En el primer pis o planta noble trobem quatre obertures, a destacar especialment el gran finestral gòtic biforat d'arquets trilobulat, ubicat al centre. El finestral, de pedra monolítica o pedra calcària de Girona, està complementat amb una sèrie d'elements ornamentals molt interessants: en primer lloc tenim el guardapols compost per la superposició de dues lleugeres franges i coronat al centre per un petit arc apuntat. En segon lloc el culs de llàntia, d'on arrenquen les dues franges que componen el guardapols, presenten decoració esculpida. En tercer lloc les impostes estan ornades amb petits motius circulars. En quart lloc, el mainell sobre el qual descansen els dos arcs, està ornat amb petits motius circulars, el qual és suportat per una esvelta i delicada columna de fust llis i d'aspecte fràgil que dona la sensació de trencar-se i que descansa al seu torn sobre un basament quadrangular. Destacar finalment els muntants de pedra ben treballats i escairats i l'ampit treballat.
Al marge d'aquest finestral gòtic, en el primer pis trobem dos elements interessants més: per una banda, les restes vivents d'un rellotge de sol, el qual es troba pràcticament desaparegut i que tan sols conserva de la seva fesomia original la vara o broca per marcar les hores, la qual està parcialment doblegada. Mentre que per l'altra, en la llinda de la finestra de l'extrem esquerre es pot llegir una inscripció molt interessant que fa al·lusió a un dels propietaris originals de la casa, i diu així:
" + 1 7 0 0
J O A N P A R E S"
El segon pis manifesta, a simple vista, un evident regust i sabor modern com així ho acrediten tant el gust per les atractives formes corbades com per l'ornamentació de tall vegetal i floral present tant en el gran medalló circular que corona la construcció com en els tirabuixons dels extrems de la coberta. Al centre d'aquest segon pis trobem tres obertures d'arc de mig punt, les quals descansen sobre un ampit treballat. Tant els tres arcs de mig punt com l'ampit són de pedra monolítica o pedra calcària de Girona. Sota l'ampit amb ceràmica policromada podem llegir el següent: "M A S P A R E S".
Pel que fa al tema dels materials, prima per sobre de tot la pedra. Una pedra que la trobem present en diferents formats: en primer lloc, en el primer i segon pis predomina la pedra fragmentada i arrebossada. En el segon pis prima el blocs de pedra irregulars, les pedres fragmentades i els còdols, tot lligat amb morter de calç. Tanmateix en el coronament és on s'experimenta una major concentració de maó. Finalment tenim la pedra monolítica o pedra calcària de Girona localitzada tant en el finestral gòtic de la planta noble, com en les tres arcades de mig punt del segon pis.
L'estat de conservació de la masia és bastant bo i tret d'alguns aspectes puntuals, com ara el despreniment de pedres de la part superior de la masia, la resta es troba en bon estat.
La masia està parcialment encerclada per un mur fortificat amb una garita de vigilància que presenta diverses espitlleres.
Davant la masia trobem un antic paller, el qual ha estat reconvertit en l'actualitat en unes modernes oficines, passant a formar part de les instal·lacions de la indústria càrnia de productes derivats d'oca i d'ànec, la qual adopta la denominació d'origen de la masia: "Mas Pares". La fàbrica i paral·lelament la marca Mas Parés va ser fundada en el 1980 i en tan sols 26 anys ha esdevingut una de les marques amb una major projecció i reconeixement a nivell europeu.

## Història
La primera notícia sobre l'existència del Mas Parés és l'escriptura de compra de la finca el 1343.
La masia fou profundament remodelada pels volts de l'any 1900. Les obres es van concretar específicament en la construcció d'una tercera planta i el coronament.